# Thymelicus christi
Thymelicus christi is een vlinder uit de familie dikkopjes (Hesperiidae). De wetenschappelijke naam is voor het eerst geldig gepubliceerd in 1894 door Rebel.
De soort komt voor op de Canarische Eilanden, met uitzondering van Fuerteventura en Lanzarote. De soort staat op de Rode Lijst van de IUCN als niet bedreigd.